# Eloísa Garnelo Aparicio
Eloísa Garnelo Aparicio (Enguera, 5 de enero de 1863-Montilla, el 18 de febrero de 1907) fue una pintora española perteneciente a la familia de artistas Garnelo. 

## Biografía
Fue la hija menor del matrimonio de Josefa de la Cruz Aparicio Sarrión y José Ramón Garnelo, y hermana de Elena Garnelo Aparicio. Su madre falleció unos meses después del parto y su padre contrajo segundas nupcias con Josefa Dolores Alda Moliner, con quien tendría seis hijos: José Santiago, Enrique, Dolores, Teresa, Manuel, que falleció cuando apenas contaba unos meses de vida y un nuevo Manuel.
Cuando Eloísa contaba tan sólo cuatro años, la familia se trasladó a Montilla a la par que comenzaba a vincularse con los círculos culturales de la ciudad cordobesa. El ambiente cultural en el que se desenvolvió su padre influyó en la vocación artística de Eloísa, José Santiago y Manuel, mientras que Dolores heredó las dotes literarias de su padre, y desarrolló su afición por la música a través del piano.
A propuesta de su padre, que recientemente había iniciado su actividad como catedrático de la Escuela de Bellas Artes de Barcelona (1895), los tres hermanos presentaron sus trabajos en las Exposiciones de Bellas Artes celebradas en aquellos años. Así, Eloísa se dio a conocer por primera vez en la Exposición de 1887 presentando el cuadro La hija de Butades. En 1892, exhibió su lienzo Vendimiadoras montillanas  y obtuvo su recompensa oficial en la Exposición de Barcelona, de 1896, por la pintura de un tapiz florentino, premiado con segunda medalla. En esta obra, que fue portada de la revista literaria, científica y artística La Ilustración Nacional, se presenta a dos mujeres que visten una blusa de manga corta, un refajo ancho y un delantal que, en la versión actualizada por Carmen Rueda, va bordado con hojas de parra y racimos.
Su obra más destacada fue expuesta en la Exposición General de Bellas Artes de Madrid en 1904 y fue titulada como Trabajos para la enseñanza del dibujo artístico-industrial. Se trata de una obra acerca del dibujo artístico industrial, acompañado de 135 dibujos  que fue premiada con una Tercera Medalla, siendo la única mujer que fue galardonada ese año. Posteriormente fueron editados en Memoria.
Mientras que su hermano José Santiago estudiaba en Barcelona, Eloísa enviaba mezclas de pigmentos y materiales de pintura para La gruta de Lourdes. Posteriormente juntos realizaron las pinturas al fresco de la Capilla de los Dolores de la Casa de las Aguas de Montilla (construida entre 1886 y 1888), donde se puede apreciar  un programa iconográfico que representa una composición alegórica al místico pensamiento de Una salve en el cielo, en homenaje a la Virgen María, en el centro de la cúpula, en actitud orante y rodeada de grupos de ángeles y querubines. La Capilla de los Dolores de la Casa alberga el Museo de las Agua Museo Garnelo, la Fundación Biblioteca Manuel Ruiz Luque y el Archivo Histórico de Protocolos Notariales de Montilla.
Con el paso del tiempo, disminuyó su actividad pictórica dedicándose más en profundidad al Arte Decorativo.
Falleció a los 45 años en Montilla tras padecer grandes problemas respiratorios que le obligaron a pasar largas estancias en sanatorios y balnearios, el 18 de febrero de 1907. Sus restos se encuentran en la cripta familiar de Santiago Apóstol.

## Premios y reconocimientos
- Mención Honorífica en la Exposición Internacional de Bellas Artes celebrada en Barcelona en 1892[5]
- Segunda medalla con su Tapiz Florentino en la Exposición de Barcelona de 1896
- Trabajos para la enseñanza del dibujo artístico-industrial premiada con una Tercera Medalla en la Exposición General de Bellas Artes de Madrid en 1904
- Reconocimiento a su labor artística  por la revista semanal Barcelona cómica, que le dedica en su edición del 17 de marzo de 1894 su espacio titulado “Mujeres Ilustres”.[7]